# Grb Cipra
Grb Cipra prikazuje golubicu koja u kljunu nosi maslinovu grančicu (vrlo poznati simbol mira) iznad broja 1960. - godine neovisnosti Cipra od Britanaca. Pozadina je bakarno - žute boje, koja simbolizira bakarno rudno bogatstvo Cipra (uglavnom u formi pirita, koje je žute boje).
U vrijeme kada je Cipar bio britanska kolonija, lokalni službenici su koristili neslužbeni grb koji je prikazivao lava u prolazu i zapravo je temeljen na grbu Ujedinjenog Kraljevstva.